# Panzer-Division Norwegen
Die Panzer-Division Norwegen  war ein Großverband des Heeres der deutschen Wehrmacht im Zweiten Weltkrieg.

## Geschichte

### Division
Die Panzer-Division Norwegen wurde am 25. August 1943 auf dem Truppenübungsplatz Trandum bei Oslo (heute Flughafen Oslo-Gardermoen) aus in Norwegen zurückgelassenen Teilen der 25. Panzer-Division gebildet, als der Hauptteil dieser Division von Norwegen nach Frankreich verlegt wurde, um sich dort für den Einsatz an der Ostfront vorzubereiten. Der aus Tarnungsgründen als Division bezeichnete Verband, mit nur einer einzigen Panzerabteilung mit 47 zu dieser Zeit bereits überholten Panzerkampfwagen III, hatte jedoch nur die Kampfkraft eines Regiments, denn auch das zugeteilte Panzergrenadierregiment wies lediglich Bataillonsstärke auf. Zu einem Kampfeinsatz kam es nicht. Die Division wurde im Juli 1944 wieder aufgelöst, da der Großteil ihrer Einheiten schon ab Mai 1944 nach Dänemark zur Wiederaufstellung der im Februar 1944 in der Nordukraine vernichteten 25. Panzer-Division abgegeben wurde.

### Brigade
In Norwegen verblieb lediglich die am 13. Juli 1944 in Trandum aus ihren Resten gebildete Panzer-Brigade Norwegen, die aus einer kleinen Panzerabteilung und dem Panzergrenadier-Bataillon "Norwegen" (später umbenannt in "Sturmbataillon Norwegen") bestand. Der Stab der Brigade wurde aus dem Personal der aufgelösten Panzer-Brigade 21 gebildet. Die Brigade wurde im Januar 1945 nach Narvik verlegt, um einer sowjetischen Offensive in Nordnorwegen begegnen zu können. Sie wurde aber nie in Kämpfe verwickelt, kapitulierte mit dem XXXVI. Gebirgskorps (20. Gebirgs-Armee) und ging ab dem 10. Mai 1945 in britische Kriegsgefangenschaft.

### Kommandeure
| Dienstzeit                              | Dienstgrad     | Name                       |
| --------------------------------------- | -------------- | -------------------------- |
| 25. August bis 1. Oktober 1943          | Oberstleutnant | Max zu Waldeck und Pyrmont |
| 1. Oktober bis 20. November 1943        | Generalmajor   | Reinhold Gothsche          |
| 20. November 1943 bis 11. Juni 1944     | Oberst         | Max Roth                   |
| 11. Juni bis 1. Juli 1944               | Generalmajor   | Reinhold Gothsche          |
| 13. Juli 1944 bis 8. Mai 1945 (Brigade) | Oberst         | Maetschke                  |

## Gliederung als "Division"
- Panzer-Abteilung Norwegen
- Panzergrenadier-Regiment Norwegen
- Panzerartillerie-Abteilung Norwegen
- Panzerjäger-Abteilung
- Panzerpionier-Bataillon
- Nachrichten-Abteilung
- Versorgungstruppen